# Nakajima Ki-115 Tsurugi
Ки-115, «Цуруги» (яп. キ115 剣 — «меч») — японский специализированный самолёт для камикадзе периода Второй мировой войны. Разработан в январе — марте 1945 года для защиты Японии от возможной высадки войск США как максимально дешёвый и упрощённый самолёт для камикадзе, рассчитанный на один полёт. Всего с марта по август 1945 года было произведено 105 Ки-115, включая прототип. В боевых действиях Ки-115 участия так и не приняли.

## История создания
История Ки-115 началась 20 января 1945 года, когда Императорская армия Японии в свете вероятного вторжения войск США на Японские острова, выдала фирме «Накадзима» заказ на специализированный самолёт для камикадзе. В соответствие с этим заказом требовалось создать простой дешевый самолет для одноразовой самоубийственной атаки вражеских кораблей и десантных судов. Для успешного поражения флота вторжения союзников необходимо было участие в атаках десятков самолетов. Основным требованием к нему была простота постройки, обслуживания, пилотирования и способность нести одну бомбу среднего калибра. Самолёт мог оснащаться любым двигателем мощностью от 800 до 1 300 л. с., который давал бы ему максимальную скорость в 515 км/ч. Предполагалось, что самолет будет изготавливаться в небольших мастерских низкоквалифицированным персоналом с минимальным количеством дефицитных материалов военного назначения.
Проектируемый самолет получил обозначение Ki-115, также ему присвоили имя «Tsurugi» в честь одного из типов японского прямого меча. Первый прототип Ки-115 был готов уже в марте того же года. Испытания показали, что наспех спроектированный самолёт был крайне сложен в управлении на земле, что представляло существенную проблему, так как управление им должны были осуществлять пилоты с низким уровнем подготовки. Испытания самолета завершились неудачей и показали необходимость множества доработок. Шасси без рессор и тормозов затрудняли руление по земле и разбег. Тестирование прототипа продолжалось до июня 1945 года, и по его результатам после доработок, включавших в себя новое шасси с амортизаторами и вспомогательные закрылки, прототип был принят на вооружение. Параллельно с производством шло усовершенствование конструкции. На самолет, в экспериментальных целях, установили ракетные ускорители, для увеличения скорости во время атаки на цель при пикирование на конечном участке траектории. Производство Ки-115 велось на заводах фирмы «Накадзима» в Иватэ и Ота вплоть до самого конца войны, однако из-за позднего запуска в производство и постоянных перебоев с поставками сырья и комплектующих производство даже столь простого самолёта ограничилось 104 экземплярами.

## Модификации
- Ки-115a — базовая версия, произведён один прототип и 104 серийных машины
- Ки-115b — версия с крылом увеличенного размаха с деревянной обшивкой и закрылками, а также сдвинутой к носу кабиной. Прототип не был завершён до конца войны
- Ки-230 — развитие базового Ки-115a, не вышел за стадию проекта до конца войны

## Описание конструкции
Ки-115 представлял собой одноместный низкоплан смешанной конструкции. Поскольку требования к самолёту были минимальными — совершить лишь один полёт до цели, конструкция была до предела упрощена и приспособлена к производству низкоквалифицированными рабочими.
Фюзеляж самолёта имел стальную конструкцию, в то время как капот двигателя изготавливался из жести. Крыло было целиком изготовлено из стали и дюралюминия, а хвостовое оперение представляло собой обтянутый тканью деревянный каркас. Для упрощения производства даже кабина пилота была выполнена открытой. Шасси самолёта — трёхстоечное, с хвостовым колесом. Поскольку самолёт был рассчитан на полёт только в один конец, шасси после взлёта сбрасывалось.
Самолёт был приспособлен для установки различных типов двигателей, в основном устаревших или выработавших свой ресурс, однако на всех выпущенных фирмой Накадзима машинах стояли радиальные 14-цилиндровые двухрядные двигатели воздушного охлаждения Ха-35 Ру 23 мощностью 1 150 л. с.
Всё вооружение самолёта составляла одна авиабомба весом до 800 кг, которая размещалась под фюзеляжем, частично утапливаясь в нём. Все приборы управления были упрощены до предела, какие-либо средства внешней связи отсутствовали.

## Эксплуатация
Конец весны и начало лета 1945 года ушли на освоение нового самолета и подготовку будущих пилотов-камикадзе. До капитуляции Японии самолеты Ki-115 «Tsurugi» оставались вдали от линии фронта. Ни один Ки-115 не находился в состоянии боеготовности, хотя два из них уже были доставлены в войска, но их ни разу не использовали по прямому назначению. Союзники узнали о существовании нового самолета-камикадзе после капитуляции Японии. Во время инспекции японских военных заводов было обнаружено несколько неизвестных образцов военной техники. Найденные самолеты были изучены и испытаны в воздухе. Построенные Ki-115 оказались не нужными и их отправили на утилизацию.

## Тактико-технические характеристики
| ТТХ Ki-115 различных модификаций          |                                                      |                                                      |
| Характеристика                            | Ки-115a                                              | Ки-115b                                              |
| Технические характеристики                |                                                      |                                                      |
| Экипаж                                    | 1 пилот                                              | 1 пилот                                              |
| Длина, м                                  | 8,55                                                 | 8,55                                                 |
| Размах крыла, м                           | 8,60                                                 | 9,72                                                 |
| Высота, м                                 | 3,30                                                 | 3,30                                                 |
| Площадь крыла, м²                         | 12,4                                                 | 14,5                                                 |
| Масса пустого, кг                         | 1 640                                                | 1 690                                                |
| Масса снаряжённого, кг                    | 2 580                                                | 2 630                                                |
| Максимальная взлётная масса, кг           | 2 880                                                | н/д                                                  |
| Двигатель                                 | «Накадзима» Ха-35 Ру 23                              | «Накадзима» Ха-35 Ру 23                              |
| Мощность, л. с.                           | 1× 1 150 л. с., 2 ракетных ускорителя                | 1× 1 150 л. с., 2 ракетных ускорителя                |
| Лётные характеристики                     |                                                      |                                                      |
| Максимальная скорость на высоте, км/ч / м | 550 / 2 800                                          | 620 / 5 800                                          |
| Крейсерская скорость на высоте, км/ч / м  | 300                                                  | н/д                                                  |
| Практическая дальность, км                | 1 200                                                | 1 200                                                |
| Практический потолок, м                   | н/д                                                  | 6 500                                                |
| Нагрузка на крыло, кг/м²                  | 208                                                  | 181                                                  |
| Вооружение                                |                                                      |                                                      |
| Бомбовое                                  | одна бомба весом до 800 кг в подфюзеляжном держателе | одна бомба весом до 800 кг в подфюзеляжном держателе |